# Owstonia sarmiento
Owstonia sarmiento is een straalvinnige vissensoort uit de familie van de lintvissen (Cepolidae). De wetenschappelijke naam van de soort is voor het eerst geldig gepubliceerd in 2009 door Liao, Reyes & Shao.